# Pascal Ragondet
Pascal Ragondet est un joueur français de volley-ball né le 10 août 1983 à La Seyne-sur-Mer (Var). Il mesure 1,82 m et joue libero jusqu'en 2014, date de sa retraite sportive.

## Biographie
Il est le frère d'Emmanuel et Olivier Ragondet, également joueurs de volley-ball.

## Clubs
| Club         | De        | À         |
| ------------ | --------- | --------- |
| AS Cannes    | 2003-2004 | 2005-2006 |
| Nice VB      | 2006-2007 | 2006-2007 |
| Tourcoing LM | 2007-2008 | 2008-2009 |
| AS Cannes    | 2009-2010 | 2013-2014 |

## Palmarès

### En sélection nationale
- Championnat d'Europe U21
  -  : 2002.

### En club
- Championnat de France (1)
  - Vainqueur : 2005.
  - Finaliste : 2004, 2009, 2010.
- Coupe de France
  - Finaliste : 2006, 2009.
- Supercoupe de France
  - Finaliste : 2005.

### Distinctions individuelles
Néant